# البلجانية (جزيرة)
البلجانية والبليانية جزيرة عراقية في الجانب الغربي من شط العرب، شمال غرب جزيرة أم الرصاص في مركز قضاء أبي الخصيب في محافظة البصرة. البلجانية ذات شكل طولي، يحيط بها شط العرب، ويفصل بينها وبين اليابسة نُهير بلجان، وعلى ساحل نهير بلجان قرية بلجان. وفي شط العرب 24 جزيرةً، ذكر فخري هاشم خلف في بحثه المسمى «مظاهر التعرية والترسيب في مجرى شط العرب» المنشور سنة 2014 أن هذه الجزر يُعتقد أنها نشأت قبل 200 سنة، البلجانية في المقاطعة رقم 16 «البلجان والبلجانية»، تابعة لمركز قضاء أبي الخصيب. وفي قرية بلجان تلٌّ اسمه "بلجان ومير أبو الحسن" من العهد الإسلامي، مسجل في المواقع الأثرية العراقية،وفي قرية أراضي بلجان تلٌّ آخر مسجل في المواقع الأثرية العراقية اسمه "دبه أو دبيبة"، من العهد الإسلامي.

## مساحتها
| السنة | المساحة كيلومتراً | الطول كيلومتراً | أقصى عرض | المحيط |
| 1973  | 2.530            | 7.240          | 0.620    | 14.200 |
| 1990  | 2.640            | 7.250          | 0.650    | 14.450 |
| 2000  | 2.730            | 7.300          | 0.670    | 14.590 |
| 2004  | 2.860            | 7.370          | 0.670    | 14.860 |